# Els de Schepper

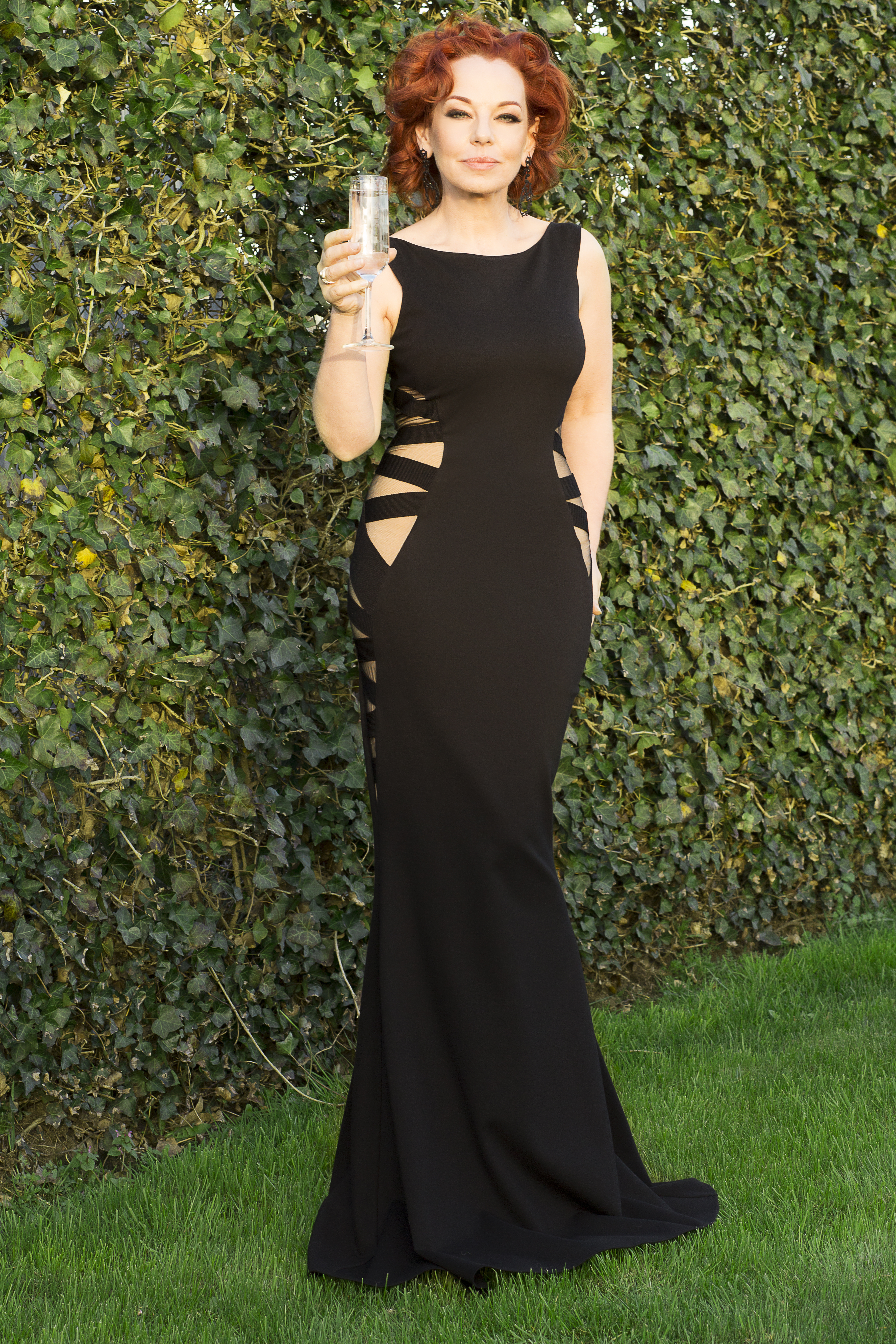

Els Baziel Germain De Schepper (Sint-Niklaas, 5 oktober 1965) is een Belgische actrice, cabaretière, schrijfster, zangeres en kunstenares.

## Biografie
Els de Schepper startte op haar 15de in het amateurtoneel van Zele waar o.a. ook Kürt Rogiers speelde.
Studeerde in 1990 af aan Studio Herman Teirlinck in Cabaret, Chanson en Musical en behaalde het beste resultaat en de hoogste onderscheiding ooit in de geschiedenis van de studio.
Haar professionele carrière begon al tijdens haar studies met de musicals 'Non-sens' en 'Dokter De Vuyst' van Bart Peeters en Jan Leyers.
Els de Schepper verwierf snel bekendheid bij een breed publiek door haar televisiewerk bij VRT & VTM.
In 1991 startte haar tv-carrière als panellid van het consumentenprogramma Raar maar waar en in het populaire Kriebels, en als actrice in de soap Wittekerke op VTM. Ze presenteerde ook het spelprogramma Kinderpraat en nam na 1995 de leiding van de televisiequiz RIR over van Urbanus. Ook was ze presentatrice van het programma De plaatgast uit 2001.
In 2006 schreef ze zich in voor Eurosong met het Nederlandstalige lied Als ik je morgen ergens tegenkom. Els wilde niet per se naar het songfestival, ze werd vierde in haar voorronde, maar dat jaar gaf de vakjury twee wildcards voor de halve finale en Els was daar een van. In die halve finale werd ze derde en mocht zo zonder wildcard naar de finale. Els de Schepper zong voor het eerst sinds de vrije taalregel een Nederlandstalig lied in de finale.
De Schepper was verantwoordelijk voor de Vlaamse vertaling van de musicals  Beauty And The Beast en  Mamma Mia!
Haar hart ligt echter in het theater waar ze furore maakt met haar onewomanshows. Sinds 1993 brengt ze elke twee jaar een nieuwe onewomanshow naar de culturele centra en grote zalen in Vlaanderen.
Zo lokte ze met haar Supervrouw!-tournee meer dan 80.000 Vlamingen naar het theater en maakte haar dit tot de snelst en best verkopende Vlaamse theaterartieste.
Met "Els de Schepper Roddelt!" bracht Els in november 2009 als eerste cabaretière in Vlaanderen een onewomanshow in de Lotto Arena te Antwerpen. Voor de gelegenheid werd het volledig omgebouwd tot een theater voor meer dan 4500 toeschouwers per avond. Els bracht haar Roddelt show twee keer voor een uitverkochte Lotto Arena.
In september 2009 heeft Els - naar het voorbeeld van Goedele Liekens en Linda de Mol - een eigen magazine gelanceerd met haar eigen naam, ELS.
In december 2009 gaf Els het album Ongezouten uit, met een videoclip waarin verschillende bekende Vlaamse vrouwen figureren.
In het najaar van 2011 bracht ze zowel een onewomanshow als een boek uit onder de titel Niet geschikt als moeder. Voor het eerst sinds 8 jaar speelde ze opnieuw in Nederland.
Ter promotie voor haar onewomanshow Supervrouw plaatste ze een filmpje op YouTube, waar Els en Tanja Dexters een partij catfighten, nadat Els van een danspaal was gevallen. Het filmpje was na een week door 400.000 mensen bezocht, en haalde nadien meer dan 2.000.000 kijkers.
Door een auto-ongeluk dat dateert van eind november 2012, moet Els de Schepper op doktersadvies rust nemen voor een aantal maanden en haar theatertournee Feest! uitstellen naar het najaar van 2013.
Vanaf september 2013 is De Schepper afwisselend met Ilse Van Hoecke presentatrice van het tv-praatprogramma De eerste show op Libelle TV.
Nadien volgen dan haar compilatieshow Feest in een 3 maal uitverkochte Lotto-Arena in Antwerpen in 2013. Vervolgens speelt ze de moederrol in de productie War Horse. Nadien volgt dan in 2015 haar glansrol als Édith Piaf in de  gelijknamige musical.
Samen met de Nederlandse cabaretier Joep Onderdelinden regisseert Els deze musical en sleept ze 2 musical-prijzen in de wacht met deze voorstelling.
Tijdens haar tournee Red Mij! in 2016 en 2017 stapt ze maar liefst met 85 mannelijke toeschouwers en 1 vrouw in het huwelijk.
Nadien steekt ze in Els de Schepper Heeft Besloten Er Géén Eind aan te Maken met zichzelf de draak en probeert ze het al wie het moeilijk heeft in het leven op hilarische wijze een hart onder de riem te steken.
In 2020 bereidt ze een nieuwe theatervoorstelling voor die oktober 2021 in première zal gaan. Ook in dat jaar deed ze mee aan De Slimste Mens ter Wereld, waar ze na 1 deelname afviel.
Tijdens corona ontdekt Els nieuwe talenten: schilderen, tekenen en plastisch bezig zijn. Dit gaf aanleiding tot haar kunstboek Jij krijgt een pluim! dat ze uitbracht in 2021. In 2023 volgde Els een opleiding 3D Ontwerp aan de Hogeschool Gent.
Op 19 mei 2023 wordt de Engelstalige single ‘Unsaid’ uitgebracht, geschreven door songwriters Serhat en Jens Geerts. De single is een eerbetoon aan Els haar grote liefde Adel, die ze vijf jaar geleden onverwacht moest afgeven. Een zware klap voor de cabaretière. De boodschap van 'Unsaid' is dan ook: ‘Wacht niet om dingen uit te spreken.’
De show Wat doe ik hier? wordt in augustus 2023 geannuleerd wegens gezondheidsredenen. Eerst worden stemproblemen vastgesteld, daarna volgt de diagnose long-covid. Na 1 jaar pikt ze de draad opnieuw op, en start ze met haar voorstelling in première op 5 oktober 2024 in Arenberg Antwerpen. Tijdens voorstellingen van haar tournee Wat doe ik hier? doet Els haar centrale gasten telkens een kunstwerk cadeau.

## Erkenning
- Radio 2 Zomerhit (2006): award voor Nederlandstalig lied[7]
- Radio 2 Zomerhit (?): genomineerd in categorie Nederlandstalig lied met haar single Nooduitgang[7]
- Musicalworld Award (2016): beste vrouw in een hoofdrol voor haar vertolking van Edith Piaf in de musical Piaf[8]
- Nationale Humor-Ambiance Award (2017)[9]

## Werk

### Theaterproducties
- Konijnen, schoenen en de Schepper (1993)
- Vlaamse Zeep (1995)
- Aaibaarheidsfactor nr. 7 (1997)
- De Witte Negerin (1999)
- Lustobject (2001)
- Puur (2003)
- Intiem (2004)
- Terug Normaal! (2005)
- Supervrouw (2007)
- Roddelt (2009)
- Niet geschikt als Moeder (2011)
- Feest! (najaar 2013)
- War Horse (2015)
- Piaf, de musical (2015-16)
- Red Mij! (2016-2017)
- Els De Schepper heeft besloten er geen eind aan te maken (2019-20)
- Els ziet ze vliegen (2021)
- Wat doe ik hier? (2024-25)

##### Typekes
Tijdens haar theaterproducties brengt Els De Schepper regelmatig een van de volgende typekes:
- Klein Elske: doet met haar kinderlijke naïviteit alle harten smelten[11]
- Nonkel Richard
- Mannekis Pis: geeft zijn waterige kijk op wie hij allemaal ziet passeren aan zijn fonteintje[11]
- Sonja
- Tante Rita (uit Gent)
- Vettige Nonkel: de immer optimistische maar totaal politiek incorrecte vriend van Tante Rita[11]

### Tv-producties
- Raar Maar Waar - VTM (1991) - Els was samen met Warre Borgmans, Karen De Visscher en François Beuckelaers vast panellid van dit consumentenmagazine, gepresenteerd door Karl Symons. Na 3 seizoenen afgevoerd.
- Wittekerke - VTM (1993-1996) - Els speelt Katrien Coppens, de excentrieke dochter van politieman Georges Coppens (Arnold Willems). Na 3 seizoenen stapt Els op eigen vraag uit de serie.
- Bex & Blanche (1993)
- Het Park - VRT (1993)
- Daens (film) (1993) - Els vertolkt de rol van Josée in de film Daens van Stijn Konings
- Kriebels - VTM (1994) - Els maakt, naast An Nelissen en Carry Goossens deel uit van het vaste panel van deze variétéshow, gepresenteerd door Koen Wauters.
- RIR - VTM (1995) - Els neemt de leiding van de televisiequiz RIR over van Urbanus.
- Kinderpraat - VTM 1997 - Els is gastvrouw van dit leuke programma over de logica en kennis van kleine kinderen.
- VIJF HOOG - RTL 5 1998 - Cabaretprogramma van 10 uitzendingen, die Els samen met de jongens van “Niet Schieten” presenteerde.
- De plaatgast - VTM 2000 - Muzikale talkshow met een live orkest onder leiding van Eric Melaerts.
- Let’s dance - VT4 2005 - Els eindigt als tweede in deze VTM-danswedstrijd.
- Eurosong - VRT 2005 - Met Als ik je morgen tegenkom haalt Els de finale van de preselecties voor Eurosong. Het liedje staat 11 weken in de Vlaamse Ultratop 50.
- Mega Mindy (2008)
- Tegen de Sterren op (2011)
- Aspe (2012)
- Manneke Paul (2012)
- De Slimste Mens ter Wereld (2020) - als kandidate
- Echte Verhalen: De Buurtpolitie VIPS (2023)

### Boeken
- Het heeft zin (2002)
- De ziel die haar naam zelf koos (2004)
- Niet geschikt als moeder (2011)
- De HofHelden (2015)
- De reis van de heldin (2019)
- Jij krijgt een pluim! (2021)
- Wat doe ik hier? (2025)

### Luisterboeken
- Het heeft zin
- De ziel die haar naam zelf koos

## Discografie

### Albums
| Album met hitnotering(en) in de Vlaamse Ultratop 200 albums | Datum van verschijnen | Datum van binnenkomst | Hoogste positie | Aantal weken | Opmerkingen |
| ----------------------------------------------------------- | --------------------- | --------------------- | --------------- | ------------ | ----------- |
| Vlaamse zeep                                                | 1995                  | -                     |                 |              |             |
| Beauty of it all                                            | 2003                  | -                     |                 |              |             |
| Terug normaal!                                              | 2007                  | -                     |                 |              |             |
| Supervrouw!                                                 | 2008                  | -                     |                 |              |             |
| Ongezouten                                                  | 02-11-2009            | -                     |                 |              |             |
| Niet geschikt als moeder                                    | 14-11-2011            | -                     |                 |              |             |
| Red Mij!                                                    | 2016                  | -                     |                 |              |             |

### Singles
| Single met hitnotering(en) in de Vlaamse Ultratop 50 | Datum van verschijnen | Datum van binnenkomst | Hoogste positie | Aantal weken | Opmerkingen                                           |
| ---------------------------------------------------- | --------------------- | --------------------- | --------------- | ------------ | ----------------------------------------------------- |
| Als ik je morgen ergens tegenkom                     | 2006                  | 01-04-2006            | 12              | 11           | Nr. 8 in de Radio 2 Top 30 Nr. 2 in de Vlaamse Top 10 |
| Expeditie naar mijn hart                             | 2006                  | 05-08-2006            | tip 16          | -            |                                                       |
| Nooduitgang                                          | 02-04-2012            | 21-04-2012            | tip 37          | -            |                                                       |
| Nog altijd zot van oa!                               | 2015                  | 14-02-2015            | tip 43          | -            | Nr. 21 in de Vlaamse Top 50                           |
| Kom uit de kast                                      | 2016                  | 26-11-2016            | tip 2           | -            | Nr. 5 in de Vlaamse Top 50                            |
| Waarom zou ik nog lief zijn? (De lieve tango)        | 2017                  | 29-07-2017            | tip 18          | -            | Nr. 17 in de Vlaamse Top 50                           |
| Noodrem                                              | 2018                  | 15-09-2018            | tip             | -            | Nr. 30 in de Vlaamse Top 50                           |
| Kijk in de spiegel                                   | 2019                  | 26-01-2019            | tip 47          | -            | Nr. 19 in de Vlaamse Top 50                           |
| Blijf in uw kot                                      | 2020                  | 11-04-2020            | tip             | -            | Nr. 33 in de Vlaamse Top 50                           |
| Unsaid                                               | 2023                  | 19-05-2023            | tip             | -            |                                                       |

### Tracklist albums

#### Ongezouten(2009)
- Krantenkop
- Identiteitscrisis
- De grens
- Net als in de film
- I see you gladly
- Shoot
- Ik zwijg
- Ongezouten
- Spreek met je hart
- Treur niet

#### Niet geschikt als moeder(2011)
- Vuurwerk
- Duizend manieren
- Kleuren
- Duurt dat hier nog lang
- Onverwacht zwanger
- Ik voel geen spijt
- Waterval
- Ik heb je nooit gekend

#### Red Mij! (2016)[12]
- Nog Altijd Zot Van Oa
- Expeditie Naar Mijn Hart
- Dating En Gigolo's
- Gefeliciteerd
- We Reizen Om Te Leren
- De Gynaecologe
- Wat Als Ik Morgen Dood Zou Gaan
- Red Mij Niet!
- Canada Hurts
- Kom Uit De Kast!